# NGC 2435
NGC 2435  ist eine Spiralgalaxie vom Hubble-Typ Sa im Sternbild Zwillinge auf der Ekliptik. Sie ist schätzungsweise 186 Millionen Lichtjahre von der Milchstraße entfernt.
Das Objekt wurde am 26. Oktober 1786 von Wilhelm Herschel entdeckt.